# Демократическая партия Индонезии
Демократи́ческая па́ртия Индоне́зии (индон. Partai Demokrasi Indonesia, PDI) — политическая партия Индонезии, существовавшая с 1973 по 2003 годы. В 1973—1998 годах, во время правления президента Сухарто, входила в число трёх партий, официально разрешённых властями. В 1996 году пережила раскол. Фракция, возглавляемая Сурьяди, сохранила за собой название ДПИ и просуществовала до 2003 года, практически полностью потеряв поддержку избирателей; ныне её преемником является Демократическая партия авангарда Индонезии. Фракция, возглавляемая Мегавати Сукарнопутри, в 1998 году была преобразована в Демократическую партию борьбы Индонезии и ныне является одной из наиболее влиятельных партий Индонезии.

## Основание партии
Демократическая партия Индонезии (ДПИ) была сформирована в 1973 году на основе Демократической фракции развития — межпартийной коалиции в Совете народных представителей (СНП), сформированной по итогам парламентских выборов 1971 года (в неё входили Национальная партия Индонезии, Лига защитников независимости Индонезии, Мурба, Индонезийская христианская партия и Католическая партия), а также пяти других партий. Формирование ДПИ прошло под давлением со стороны властей, в рамках концепции президента Сухарто, предполагающей сокращение числа партий в стране до двух-трёх.

## Межфракционная борьба (1973—1977)
В первые годы существования ДПИ фракции, образованные на основе вошедших в её состав партий, имели значительную независимость от центрального руководства. Каждая из этих фракций имела свою сферу влияния; так например, самая большая из них, Национальная партия Индонезии (НПИ) была наиболее популярна в Восточной и Центральной Яве. Между фракциями сохранялись значительные разногласия: к примеру, Лига защитников независимости Индонезии поддерживала запрет Коммунистической партии Индонезии и антикоммунистический курс правительства, а руководство Мурбы наоборот, симпатизировало коммунистам. В наибольшей степени раскол в ДПИ проявился на парламентских выборах 1977 года, на которых партия не смогла выступить как единая организация и потерпела поражение, набрав 5 504 701 голос (8,6 %) и заняв последнее, третье место.

## Рост популярности и вхождение в состав правительства (1977—1998)
На выборах 1977 года основное соперничество развернулось между двумя политическими силами — светским Голкаром и мусульманской Партией единства и развития (ПЕР). Опасаясь, что противостояние между секуляристами и исламистами может привести к чрезмерной поляризации политических сил в стране, Сухарто решил использовать ДПИ в качестве противовеса Голкару и ПЕР. Он назначил члена ДПИ на пост министра внутренних дел — один из ключевых в правительстве. Тогда же по инициативе правительства началась кампания по увековечиванию памяти первого президента страны Сукарно. В 1977 году Сукарно был торжественно перезахоронен, ему был присвоен почётный титул «Герой Провозглашения» — в память о том, что в 1945 году под его руководством была провозглашена независимость Индонезии. Эта кампания привела к определённому росту влияния ДПИ, так как наиболее влиятельная из её фракций — НПИ — во время правления Сукарно пользовалась его поддержкой и позиционировала себя как наследница его идей. Однако, это не вызвало сильной реакции у руководства ИДП. Однако на протяжении всего правления Сухарто, вплоть до его отставки в 1998 году ДПИ продолжала оставаться наименее влиятельной из трёх партий в стране, неизменно занимая последнее место на выборах.

## Раскол
В 1993 году председателем партии вместо Сурьяди была избрана дочь Сукарно Мегавати Сукарнопутри (индон. Megawati Sukarnoputri). Правительство, первоначально поддерживавшее на выборах председателя Буди Харджоно, отказалось признать избрание Мегавати. В июне 1996 года в Медане был проведён съезд партии, вновь избравший председателем Сурьяди. Мегавати, не допущенная властями на съезд, отказалась признавать его итоги, также считая себя законным лидером ДПИ; при этом под контролем сторонников Мегавати оставалась штаб-квартира партии в Джакарте. Утром 27 июля 1996 года сторонники Сурьяди попытались силой отбить её, однако сторонникам Мегавати удержать её удержать.

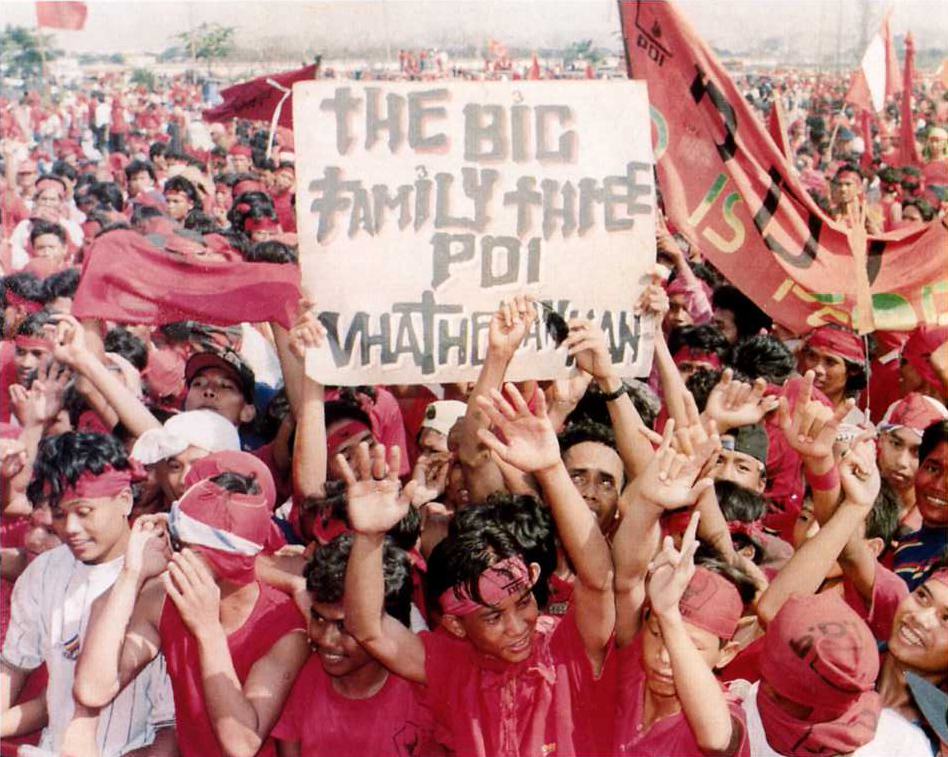
Митинг ДПИ в Джакарте, 1997 год

После этого ДПИ раскололась на две фракции, из которых только фракция Сурьяди была признана правительством и получила право участвовать в парламентских выборах 1997 года, получив там, однако, всего 3% голосов. Фракция Мегавати, лишённая возможности самостоятельно участвовать в выборах, смогла заручиться гораздо большей поддержкой избирателей, выставив своих кандидатов в блоке с ПЕР.
21 мая 1998 года из-за массовых антиправительственных демонстрации Сухарто был вынужден уйти в отставку. Новое руководство страны провело либерализацию партийного законодательства, отменив положения об ограничении числа зарегистрированных партий. В связи с этим в октябре 1998 года фракция Мегавати была преобразована в  Демократическую партию борьбы Индонезии.

## Выборы 1999 года и прекращение существования партии
Бывшая фракция Сурьяди, сохранившая за собой название ДПИ и возглавленная после отставки Сухарто Буди Харджоно, участвовала в парламентских выборах 1999 года, где получила лишь 655 052 голоса (0,62 %) и два места в СНП. Это поражение ознаменовало собой потерю ДПИ поддержки избирателей, и в 2003 году она была преобразована в Демократическая партия авангарда Индонезии.

## Председатели партии
- Мохаммад Исраени (индон. Mohammad Isnaeni) (1973—1986)
- Сурьяди (индон. Suryadi) (1986—1993)
- Мегавати Сукарнопутри (индон. Megawati Sukarnoputri) (1993—1996)
- Сурьяди (индон. Suryadi) (1996—1998)
- Буди Харджоно (индон. Budi Harjono) (1998—1999)